# Bobe

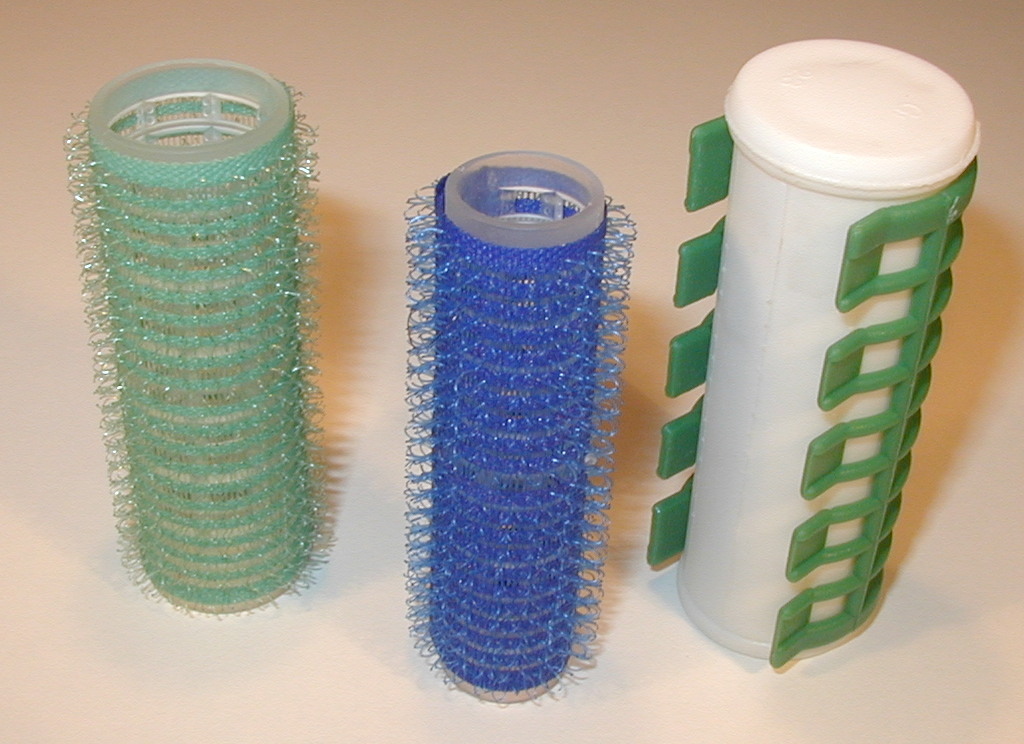
Diferentes tipos de bobes.

O bobe (ou bóbi, ou ainda bob), também chamado de rolo de cabelo, é um cilindro que se usa para enrolar o cabelo. Os bobes podem ser feitos de plástico ou de outro material, e servem para envolver ou alisar os cabelos ou deixá-los ondulados.
Nos salões de beleza são utilizados. Existem bobes de plástico, de velcro, de silicone e outros materiais.